# Francis Lubbock

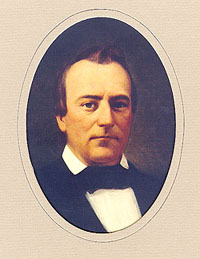
Francis Lubbock

Francis Richard Lubbock, född 16 oktober 1815 i Beaufort, South Carolina, död 22 juni 1905 i Austin, Texas, var en amerikansk politiker (demokrat). Han var guvernör i Texas 1861–1863.
Lubbock var bror till militären Thomas Saltus Lubbock som gav sitt namn åt staden Lubbock och Lubbock County. Francis Lubbock var en affärsman i South Carolina innan han år 1836 flyttade till Republiken Texas. I delstaten Texas tjänstgjorde han som viceguvernör 1857–1859 under guvernör Hardin Richard Runnels. Lubbock tillträdde 7 november 1861 som guvernör i staten Texas som tidigare samma år hade gått med i Amerikas konfedererade stater. Som krigstida guvernör ville han få så många män till fronten som möjligt. Han rekommenderade att slavarna skulle ta hand om texasbornas boskap så att de vita männen kunde delta i amerikanska inbördeskriget. Lubbock efterträddes 1863 som guvernör av Pendleton Murrah. Efter sin tid som guvernör tjänstgjorde Lubbock i CSA:s armé och tillbringade åtta månader i nordstaternas krigsfångenskap.
Lubbock var delstaten Texas finansminister 1879–1891. Han gravsattes på Texas State Cemetery i Austin.